# Sarah Chadwick
Sarah Chadwick es una actriz australiana, más conocida por haber interpretado a Rowie Lang en la serie The Flying Doctors y a Trish Westaway en la serie Packed to the Rafters.

## Carrera
Antes de convertirse en actriz trabajó como secretaria para la cadena Nine Network en Australia.
En 1989 se unió al elenco recurrente de la serie G.P. donde interpretó a la doctora Cathy Mitchell.
En 1991 fue presentadora del programa infantil australiano Play School.
En 1994 apareció en la película The Adventures of Priscilla, Queen of the Desert donde interpretó a Marion, la exesposa de Anthony (Hugo Weaving).
Entre el 2004 y el 2005 interpretó a Karen Stoner en la serie médica All Saints. Sarah apareció por primera vez en la serie en 1998 donde interpretó a Francesca Norman durante el episodio "Smooth Operator".
En el 2008 se unió al elenco recurrente de la serie australiana Packed to the Rafters donde interpretó a la excéntrica Trish Westaway la madre de Sammy Westaway (Jessica McNamee) hasta el 2010. Sarah regresó como invitada para un episodio en la última temporada de la serie en el 2013.
En el 2009 interpretó a Andrew Byrne, la madre de Caroline Byrne una joven que desaparece y cuyo cuerpo es encontrado en el fondo de un barranco en la película A Model Daughter: The Killing of Caroline Byrne.
El 1 de noviembre del 2017 se unió al elenco recurrente de la popular serie australiana Home and Away donde dio vida a Diana Walford, la madre de Maggie Astoni (Kestie Morassi) hasta el 22 de noviembre del mismo año. Previamente Sarah había aparecido por primera vez el 27 de abril de 2011 apareció como invitada en la popular serie australiana Home and Away donde interpretó a Vanessa Unley, una antigua amiga de Gina Austin (Sonia Todd) hasta el 2 de junio del mismo año.

## Filmografía[3]

### Series de televisión
| Año               | Título                             | Personaje               | Notas                          |
| ----------------- | ---------------------------------- | ----------------------- | ------------------------------ |
| 2017              | Home and Away                      | Diana Walford           | 8 episodios                    |
| 2008 - 2010, 2013 | Packed to the Rafters              | Trish Westaway          | 15 episodios                   |
| 2011              | Crownies                           | Juez Stanton            | episodio # 1.18                |
| 2011              | Home and Away                      | Vanessa Unley           | 4 episodios                    |
| 2006              | Monarch Cove                       | Vanessa Reade           | episodio # 1.13                |
| 2005 - 2006       | Headland                           | Diane Forbes            | 5 episodios                    |
| 2004, 2005        | All Saints                         | Karen Stoner            | 2 episodios                    |
| 2005              | Blue Heelers                       | Sgt. Lindy Schroeder    | 3 episodios                    |
| 2003              | MDA                                | Dra. Sarah Christie     | episodio "The Samaritan Kind"  |
| 2002              | Bad Cop, Bad Cop                   | Deborah Sidebottom      | episodio "Turn Me on Deadman"  |
| 2001              | Flat Chat                          | Sarah                   | 13 episodios                   |
| 1999              | Journey to the Center of the Earth | Mashowna                | miniserie                      |
| 1998              | Wildside                           | Jan Reilly              | episodio # 1.5                 |
| 1997              | Law of the Land                    | Loretta                 | episodio "Late Kill"           |
| 1997              | Water Rats                         | Yvonne Carlisle         | episodio "Smile"               |
| 1995              | Glad Rags                          | Patricia "Trish" Forbes | 13 episodios                   |
| 1994              | The Damnation of Harvey McHugh     | Kathryn                 | episodio "My Brilliant Chorea" |
| 1992              | Late for School                    | Kathy Price             | 13 episodios                   |
| 1991              | The Flying Doctors                 | Dra. Rowie Lang         | 14 episodios                   |
| 1991              | A Country Practice                 | Carol Baker             | 2 episodios                    |
| 1989              | G.P.                               | Dra. Cathy Mitchell     | 13 episodios                   |

### Películas
| Año  | Título                                           | Personaje    | Notas                                                                                           |
| ---- | ------------------------------------------------ | ------------ | ----------------------------------------------------------------------------------------------- |
| 2012 | Circle of Lies                                   | Luise Dixon  | junto a Hilary Caitens, Ryan Harrison, Anna Lawrence, Stephen Multari, Karina Banno y Luke Webb |
| 2009 | A Model Daughter: The Killing of Caroline Byrne  | Andrea Byrne | junto a David Lyons, Cariba Heine, Gyton Grantley, Indiana Evans, Dieter Brummer y Kylie Watson |
| 2008 | From Inside a Girl's Room                        | -            | corto - junto a Sonia Baker y Sarah McAdam                                                      |
| 2002 | Tanya and Floyd                                  | Tanya        | junto a Jack Finsterer, John Howard y John Davies                                               |
| 1999 | Airtight                                         | Locutora     | junto a Grayson McCouch, Andrew McFarlane, Marshall Napier, Salvatore Coco y Simone Kessell     |
| 1994 | The Adventures of Priscilla, Queen of the Desert | Marion       | junto a Terence Stamp, Hugo Weaving, Guy Pearce y Bill Hunter                                   |
| 1993 | Gross Misconduct                                 | Laura Thorne | junto a Jimmy Smits, Naomi Watts, Alan Fletcher, Beverley Dunn y Nicholas Bell                  |

### Presentadora
| Año  | Título      | Notas        |
| ---- | ----------- | ------------ |
| 1991 | Play School | presentadora |

### Documental
| Año  | Título         | Personaje |
| ---- | -------------- | --------- |
| 1995 | Ladies Please! | Marion    |

### Teatro
| Año  | Título                         | Personaje | Director (a)   | Teatro             | Notas                                                                    |
| ---- | ------------------------------ | --------- | -------------- | ------------------ | ------------------------------------------------------------------------ |
| 2007 | Stella by Starlight            | Stella    | Andrew Doyle   | Ensemble Theatre   | junto a Kellie Clarke, Paul Gleeson, Mark Owen-Taylor y Kate Raison      |
| 2003 | Visitor From Forest Hills      | -         | Charles Zara   | Genesian Theatre   | junto a Sandra Bass y Howard Henler                                      |
| 1996 | Tales of a Faerie Called Angel | -         | Harry Cripps   | -                  | junto a Andrew McFarlane, John Davies y Kym Wilson                       |
| 1995 | The Judgement of Helen         | -         | Harry Cripps   | Theatreworks       | junto a Stephen Clements, Anthea Davis, Andrew Gray y Rosalind Hammond   |
| 1994 | Tanya and Kit                  | -         | John K Davies  | Napier St. Theatre | junto a Sophie Lee                                                       |
| 1994 | Unidentified Human Remains     | -         | Brett Adam     | -                  | junto a Sancia Robinson, David Roberts y' Fred Whitlock                  |
| 1993 | Taking Steps                   | -         | Rodney Fisher  | Playhouse Theatre  | junto a Merridy Eastman, Grant Dodwell y Andrew McFarlane                |
| 1990 | Love Letters                   | -         | Stephen Helper | -                  | junto a Simone Buchanan, Drew Forsythe, Marcus Graham y Andrew McFarlane |
| 1988 | Veneer 3                       | -         | Kevin Jackson  | Parade Theatre     | junto a Angie Milliken, Sancia Robinson, Brian Vriends y Richard Huggett |
| 1987 | The Man Who Came to Dinner     | -         | Ken Boucher    | NIDA Theatre       | junto a Rodney Bell, Brian Vriends, Sancia Robinson y Richard Huggett    |
| 1987 | Undiscovered Country           | -         | Kevin Jackson  | NIDA Theatre       | junto a Timothy Jones, Angie Milliken, Brian Vriends y Richard Huggett   |
| 1985 | Visitor From Mamaroneck        | -         | Charles Zara   | Genesian Theatre   | junto a Joyce Birch, Norman Coburn, Howard Henler y Darrell Hoffman      |
| 1985 | Visitor from Hollywood         | -         | Charles Zara   | Genesian Theatre   | junto a Paul Houchin y Darrell Hoffman                                   |
| 1984 | The Murder Room                | -         | Ray Ainsworth  | Genesian Theatre   | junto a Richard Mellick y Christopher Stollery                           |
| 1984 | Trelawny of the Wells          | -         | Kevin Jackson  | Genesian Theatre   | junto a Christopher Dibb, Nanette Frew, Gaynor Mitchell y Charles Zara   |